# Gheorghe Iliescu-Călinești
Gheorghe Iliescu-Călinești (* 14. Juli 1932 in Călinești (Argeș); † 12. März 2002) war ein rumänischer Bildhauer.

## Werke (Auswahl)
- Evoluție (Evolution), Bronzestatue, neben dem Hotel Continental